# Bolxie Txelbassi
Bolxie Txelbassi - Большие Челбасы (rus) - és un khútor del krai de Krasnodar, a Rússia. Es troba a la vora esquerra del riu Txelbas, a 15 km a l'est de Kanevskaia i a 118 km al nord de Krasnodar. Pertany a l'stanitsa de Starodereviànkovskaia.